# Tricholochmaea vaccinii
Tricholochmaea vaccinii är en skalbaggsart som först beskrevs av Henry Clinton Fall 1924.  Tricholochmaea vaccinii ingår i släktet Tricholochmaea och familjen bladbaggar. Inga underarter finns listade i Catalogue of Life.